# いなべ阿下喜ベース
いなべ阿下喜ベース（いなべあげきベース）は、三重県いなべ市北勢町阿下喜に整備された温泉複合施設。旧「阿下喜温泉あじさいの里」に大規模改修を行い、レストランやサウナ棟などを追加して2024年（令和6年）4月11日にオープンした。

## 歴史
- 2006年（平成18年）3月21日 - 温浴施設「阿下喜温泉あじさいの里」としてオープン[5]。市民の健康福祉の増進を目的として設置されたが、次第に重要な観光拠点として位置づけられるようになった[5]。
- 2023年（令和5年）6月 - 「阿下喜温泉あじさいの里」が休館となり、改修工事が行われる[2][4]。
- 2024年（令和6年）4月11日 - 「いなべ阿下喜ベース」としてリニューアルオープン[2][4]。同施設のコンセプトは「自然と健康」である。

## 施設
温泉施設・宿泊施設・レストランの3棟で構成される。各施設の詳細は下記を参照。
- 温泉施設「おふろcafe あげき温泉」  - 泉質はアルカリ性単純温泉[2][3]。旧「阿下喜温泉あじさいの里」では指定管理者が導入されていたが、2024年4月から株式会社温泉道場（埼玉県比企郡ときがわ町）と賃貸借契約を結び、そのグループ企業で四日市市生桑町の温泉施設「おふろcafe湯守座」も手がける「旅する温泉道場」が運営することになった[2][4]。

- 宿泊施設「AGEKI BASE HOTEL」  - コンテナ型の宿泊施設（コンテナハウス[注 1]）で[4]、6棟（面積は各棟とも約26平方メートル。宿泊は最大5人まで）を有する[2]。同施設の宿泊者は温泉棟を利用することができる[2][4]。

- レストラン「新上木食堂」  - いなべ市内から移転開業したレストランで、そば定食などの地元産食材を中心としたメニューを提供する[2][4]。

## 営業時間
- おふろcafe あげき温泉
  - 日帰り温泉：10時00分 - 21時00分[1]
  - サウナラウンジ Serow：10時00分 - 20時00分[1]    - （定休日：ともに不定休[1]）

- 新上木食堂  - 11時00分 - 22時00分[1]
  - （定休日：第二・第四火曜[1]）

## アクセス
公共交通機関
- 三岐鉄道北勢線阿下喜駅下車、徒歩約3分[1]。

自動車
- 東海環状自動車道いなべインターチェンジ下車、約4分　大安インターチェンジ下車、約10分[1]。  - （近隣の高速道路：東名阪自動車道桑名インターチェンジ下車、約30分[1]。名神高速道路関ヶ原インターチェンジ下車、約35分[1]）

駐車場
- 第1駐車場：73台、第2駐車場：110台[1]。